# Парк имени Клары Цеткин (Лейпциг)
Парк имени Клары Цеткин (нем. Clara-Zetkin-Park) — один из крупнейших по занимаемой площади общественный парк немецкого города Лейпциг в федеральной земле Саксония. Является частью Лейпцигского заливного леса и находится под охраной как памятник садово-паркового искусства.
Был основан как Центральный парк культуры имени Клары Цеткин в 1955 году путём объединения прежде самостоятельных Парка имени короля Альберта, Парка Иоганны, Пальменгартена, Клингерхайна и парка Шайбенхольц, став первым парком культуры в ГДР.

## Описание
Обширный парк на границе административных районов Zentrum и Südwest расположен по обе стороны нем. Elsterflutbett — запруженной реки Вайсе-Эльстер, и пересечён широкой асфальтированной велосипедно-пешеходной дорогой Антон-Брукнер-аллее (в её западной части находится автомобильная парковка). Восточную часть парка украшают два искусственных пруда с фонтанами и замощёнными натуральным камнем террасами, а также установленный в 1929 году памятник Францу Шуберту. В западной оконечности парка, поблизости от моста Макса Клингера, возвышается памятник Карлу Эрдманну Гейне. На юге с парком им. Клары Цеткин граничит возведённый в 1867 году ипподром Шайбенхольц (нем. Galopprennbahn Scheibenholz) — один из старейших активных ипподромов Германии.

## История
Следуя советскому опыту создания отдыхательно-оздоровительных парков и на основании решения городского совета Лейпцига Центральный парк культуры имени Клары Цеткин (нем. Zentraler Kulturpark Clara Zetkin) был заложен 8 января 1955 года на базе ликвидированного Парка имени короля Альберта, и уже 1 мая того же года он был открыт для общественного посещения. Впрочем, значительная часть культурных и спортивных объектов была возведена лишь в последующие годы: открытая концертная сцена, закрытый павильон, кафе, обширная детская площадка с закусочной, шахматный центр, кегельбан и даже башня для прыжков с парашютом, принадлежавшая Обществу спорта и техники.
В 1967 году по случаю 110-летия со дня рождения К. Цеткин в южной оконечности бывшего Парка Иоганны (нем. Johannapark) — на месте снесённого в 1946 году памятника Бисмарку — была установлена бронзовая фигура Клары Цеткин работы Вальтера Арнольда.
В 2010 году в городской совет поступила петиция вернуть парку его историческое наименование, что вызвало жаркую общегородскую дискуссию. Наконец, в 2011 году было принято решение не только переименовать парк в Парк имени Клары Цеткин, упустив упоминание его культурной-просветительской функции, но и вновь выделить в самостоятельные объекты Пальменгартен, Парк Иоганны и памятный сад Рихарда Вагнера (нем. Richard-Wagner-Hain).

## Современное использование
После нескольких лет забвения, в 2000-е годы Парк имени Клары Цеткин вновь вернул себе славу одного из излюбленных мест отдыха горожан. В летние месяцы здесь регулярно проходят разнообразные культурные и общественные мероприятия, показы кино, концерты, организуются пикники и т. д. Весной, на Пятидесятницу, в рамках фестиваля Wave Gothic Treffen здесь проходит так называемый Викторианский пикник. Реконструированный музыкальный павильон и кафе-ресторан вновь привлекают внимание публики. Проходящая через парк широкая асфальтированная аллея является излюбленным местом для катания на роликовых коньках. На перекинутом через реку Вайсе-Эльстер мосту нем. Sachsenbrücke (Саксонский мост) можно часто встретить представителей молодёжных альтернативных субкультур.

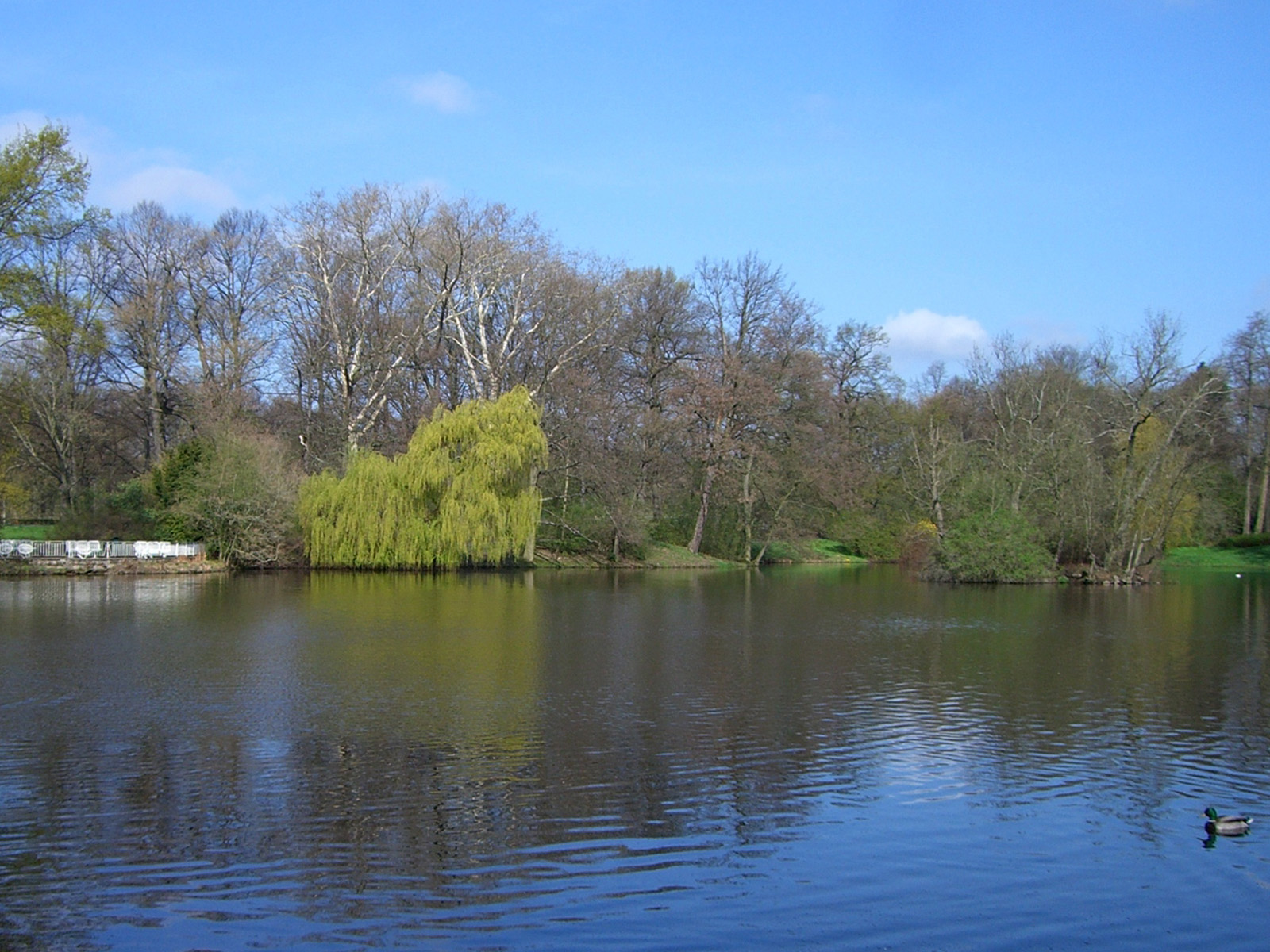
Большой пруд
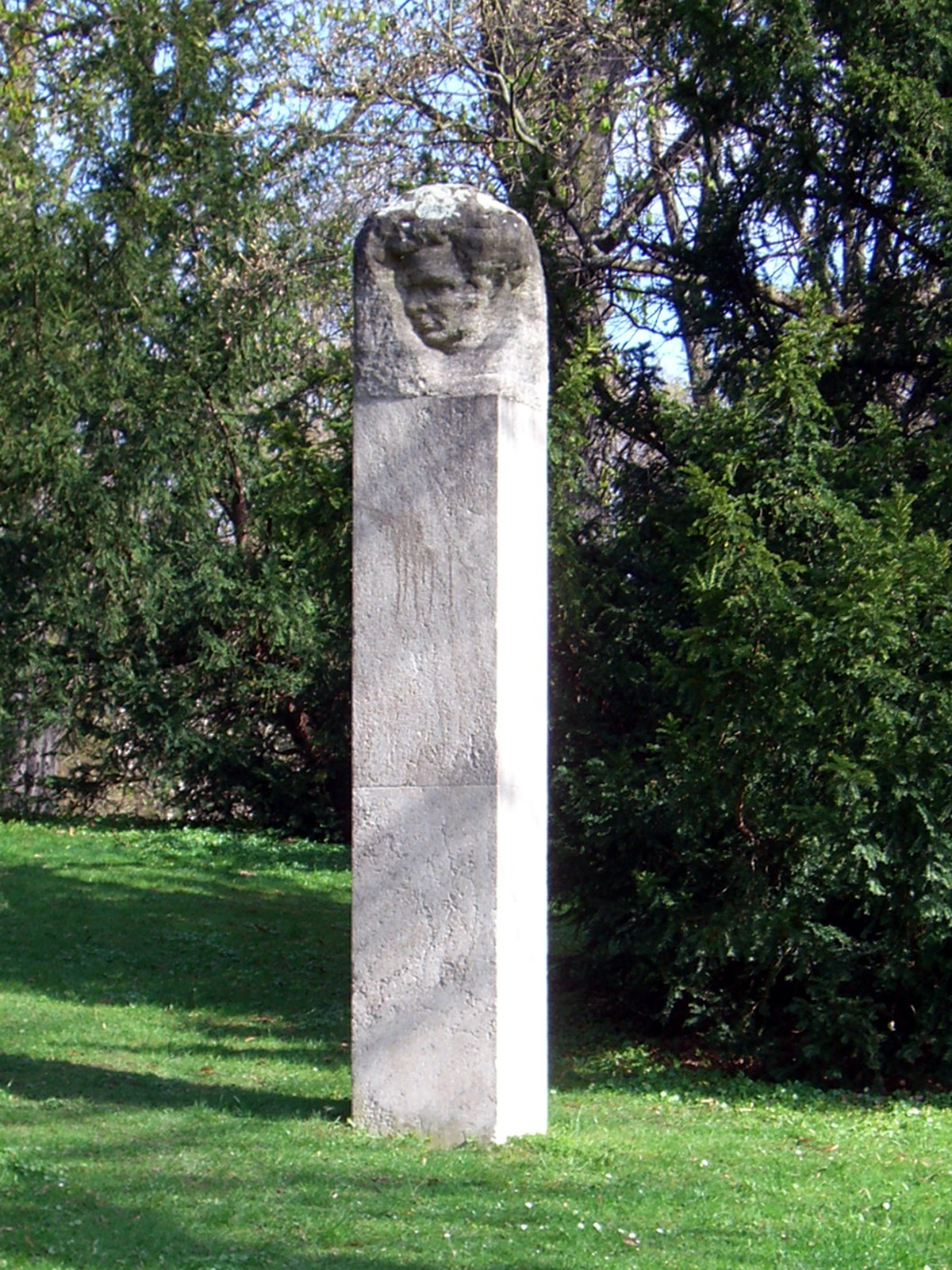
Памятник Францу Шуберту
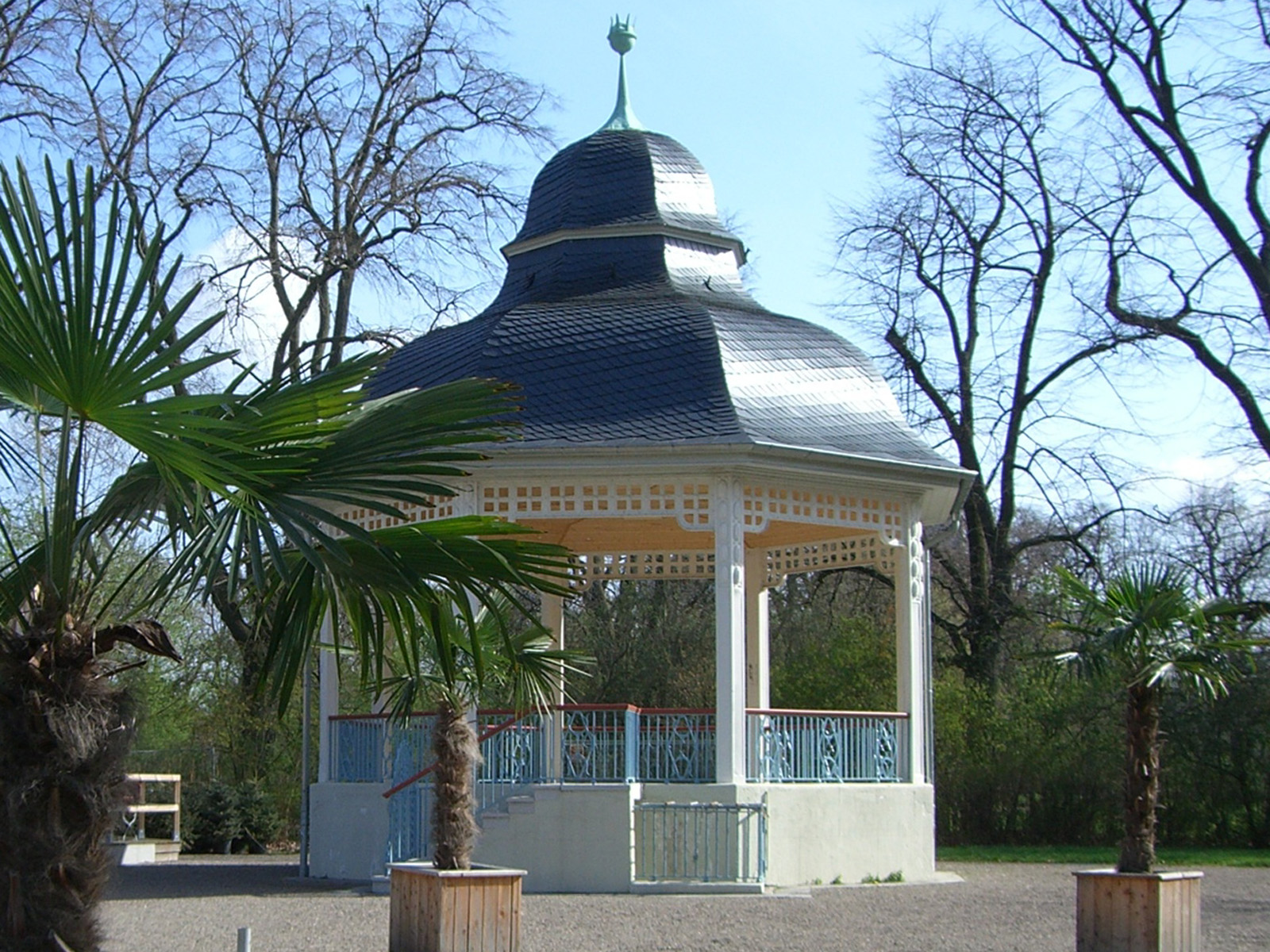
Музыкальный павильон
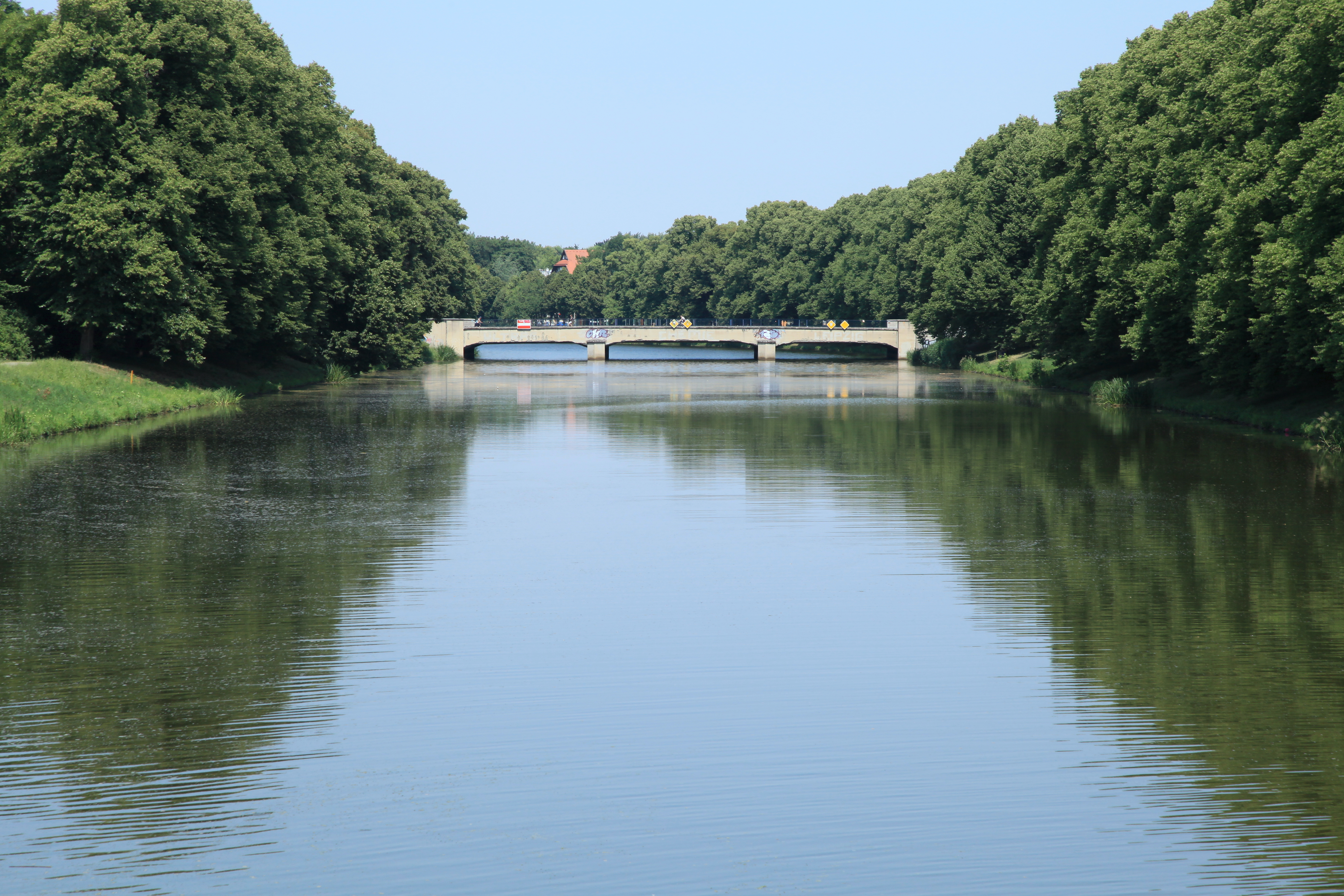
Саксонский мост
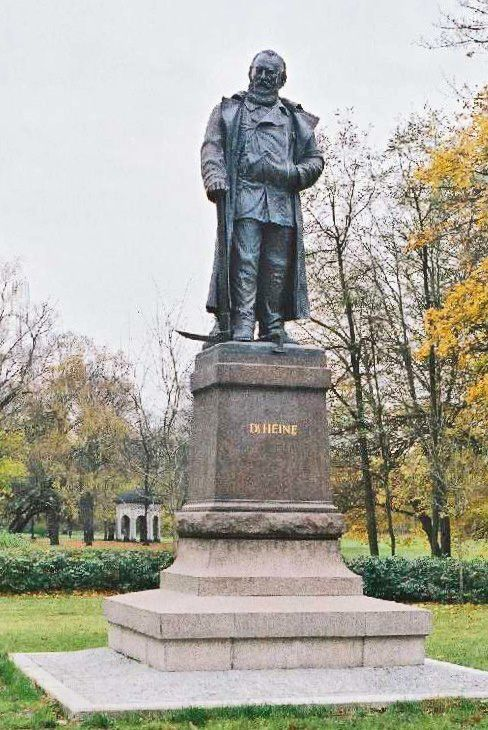
Памятник Карлу Гейне
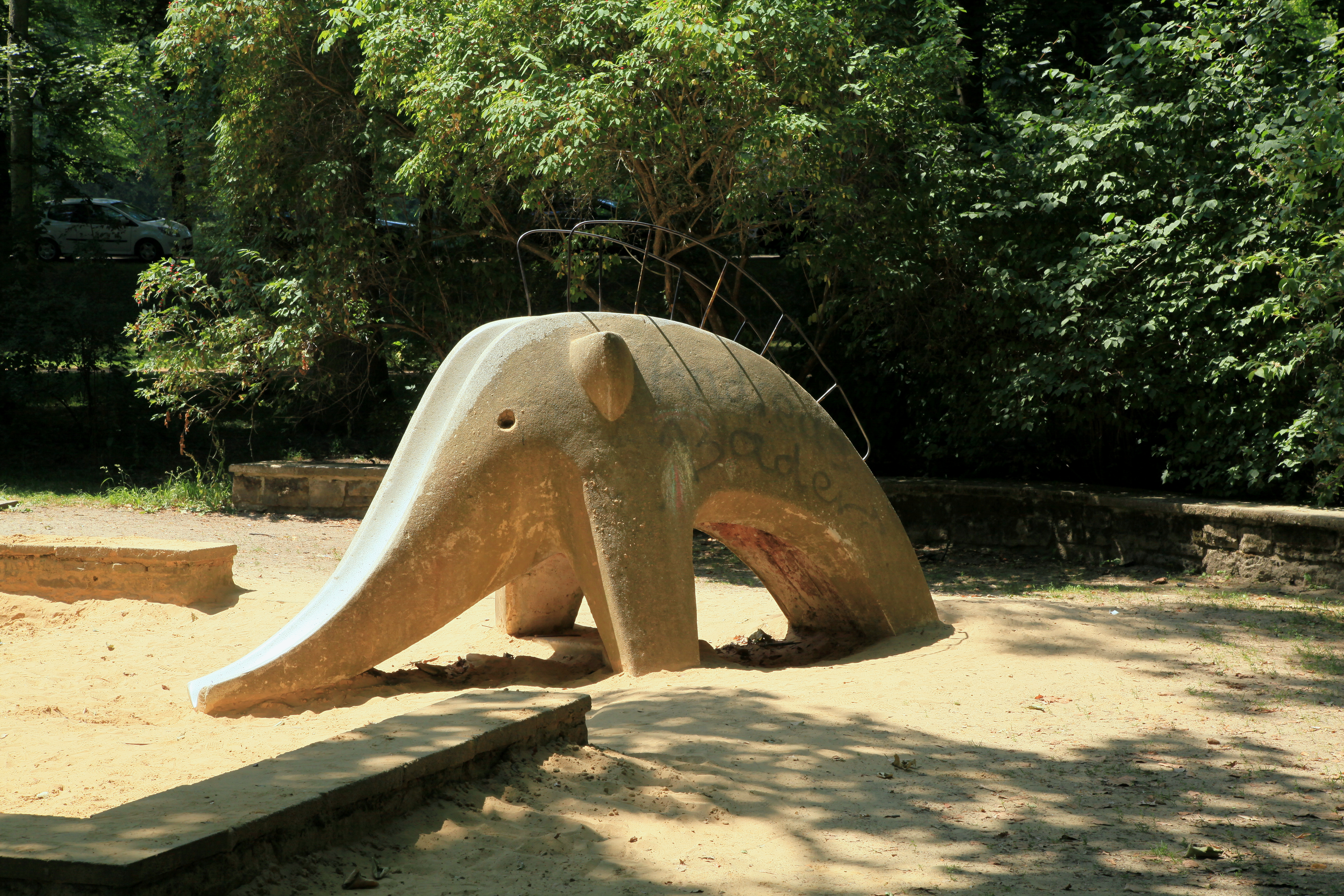
Детская горка в виде слона